# Giovanni Goria
Giovanni Giuseppe Goria (pronunție în italiană [dʒoˈvanni dʒuˈzɛppe ɡoˈriːa]; n. 30 iulie 1943, Asti, Piemont, Italia – d. 21 mai 1994, Asti, Piemont, Italia) a fost un politician italian care din 29 Iulie 1987 până la 13 aprilie 1988 a îndeplinit funcția de prim-ministru al Italiei.